# Harry McShane (football)
Pour les articles homonymes, voir Harry McShane et McShane.
Harry McShane (né le 8 avril 1920 à Holytown et mort le 7 novembre 2012), est un footballeur écossais.
Il est le père de l'acteur Ian McShane.

## Palmarès
- Manchester United
  - Championnat d'Angleterre
    - Vainqueur : 1952